# Герквиц
Герквиц (њем. Görkwitz) општина је у њемачкој савезној држави Тирингија. Једно је од 76 општинских средишта округа Зале-Орла. Према процјени из 2010. у општини је живјело 315 становника. Посједује регионалну шифру (AGS) 16075033.

## Географски и демографски подаци
Герквиц се налази у савезној држави Тирингија у округу Зале-Орла. Општина се налази на надморској висини од 426 метара. Површина општине износи 5,8 km². У самом мјесту је, према процјени из 2010. године, живјело 315 становника. Просјечна густина становништва износи 54 становника/km².